# Stone Mountain (Géorgie)
Stone Mountain est une ville du comté de DeKalb, dans l'État de Géorgie, aux États-Unis. Située dans la périphérie d'Atlanta (Atlanta Metropolitan Area), elle comptait 5 802 habitants lors du recensement de 2010.

## Présentation
La ville doit son nom à la Stone Mountain (« Montagne de pierre »), située à proximité. Il s’agit d'une éminence granitique de type inselberg formée il y a près de 300 millions d'années. Haute de 513 mètres (1 686 pieds), elle serait l'une des plus hautes structures de ce type sur le continent nord-américain.
Curiosité géologique, elle est aussi une attraction touristique : un gigantesque bas-relief représentant trois importantes personnalités confédérées y a en effet été sculpté à partir de 1916.
En 1822, le territoire occupé par l'actuelle ville de Stone Mountain est incorporé au comté de DeKalb nouvellement créé. L'urbanisation de la zone est relativement rapide : en 1834 est édifié un premier bureau de poste sur Old Augusta Road, suivi deux ans plus tard par un petit hôtel, œuvre d’Andrew Johnson. Dans le même temps, Aaron Cloud édifie une tour d'observation au sommet de la montagne.
En 1839 s'ouvre une épicerie, tandis que le village prend officiellement le nom de New Gibraltar. Mois de dix ans plus tard, ce nom est changé en Stone Mountain par décision des autorités de l'État.
La petite localité n'est pas épargnée par les combats de la guerre de Sécession : c'est ainsi que, le 19 juillet 1864, le général John McPherson ordonne sa destruction.
La ville est aujourd'hui intégrée à l’agglomération d'Atlanta.

## Démographie
| 1870 | 1880 | 1890 | 1900 | 1910  | 1920  |
| ---- | ---- | ---- | ---- | ----- | ----- |
| 690  | 799  | 929  | 835  | 1 062 | 1 266 |

| 1930  | 1940  | 1950  | 1960  | 1970  | 1980  |
| ----- | ----- | ----- | ----- | ----- | ----- |
| 1 335 | 1 408 | 1 899 | 1 976 | 1 899 | 4 867 |

| 1990  | 2000  | 2010  | - | - | - |
| ----- | ----- | ----- | - | - | - |
| 6 494 | 7 145 | 5 802 | - | - | - |